# Платонешть (Харгіта)
Платонешть, Платонешті (рум. Platonești) — село у повіті Харгіта в Румунії. Входить до складу комуни Сермаш.
Село розташоване на відстані 277 км на північ від Бухареста, 64 км на північний захід від М'єркуря-Чука, 140 км на схід від Клуж-Напоки, 137 км на північ від Брашова.

## Населення
За даними перепису населення 2002 року у селі проживали 511 осіб, усі — румуни. Усі жителі села рідною мовою назвали румунську.